# Джонстон, Алан Грэм

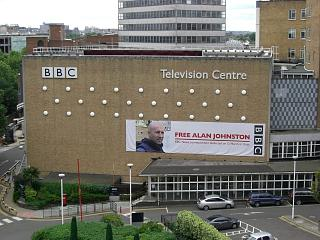
Баннер с требованием освобождения Алана Джонстона на здании ТВ-центра Би-би-си

Алан Грэм Джонстон (англ. Alan Graham Johnston; род. 17 мая 1962 года, Танзания) — британский журналист, работающий в Би-би-си. Работал корреспондентом в Узбекистане, Афганистане и секторе Газа. 12 марта 2007 года был похищен палестинской экстремистской организацией Армия Ислама, освобождён 4 июля.
Родился в Линди, Танганьика (теперь Танзания) в семье шотландцев Грэхема и Маргарет Джонстонов. Алан обучался в Академии Доллара в шотландском городе Доллар. Диплом журналиста получил в Университете Уэльса в Кардиффе. Получил степень магистра в Университете Данди. В Би-би-си с 1991 года.
Почётный доктор словесности Университета Роберта Гордона (2007).